# Sun Prairie (Town)
Die Town of Sun Prairie ist eine von 34 Towns im Dane County im US-amerikanischen Bundesstaat Wisconsin. Im Jahr 2010 hatte die Town of Sun Prairie 2326 Einwohner.
Town hat in Wisconsin eine grundlegend andere Bedeutung als im übrigen englischsprachigen Bereich. Vielmehr entspricht sie den in den anderen US-Bundesstaaten üblichen Townships, die nach dem County die nächstkleinere Verwaltungseinheit bilden.
Das Gebiet der Town of Sun Prairie ist Bestandteil der Metropolregion Madison.

## Geografie
Die Town of Sun Prairie liegt im Süden Wisconsins, im nordöstlichen Vorortbereich der Hauptstadt Madison. Der am Mississippi gelegene Schnittpunkt der drei Bundesstaaten Wisconsin, Iowa und Minnesota liegt rund 200 km westnordwestlich; nach Illinois sind es rund 90 km in südlicher Richtung.
Die Koordinaten des geografischen Zentrums der Town of Sun Prairie sind 43°09′23″ nördlicher Breite und 89°10′39″ westlicher Länge. Sie erstreckt sich über eine Fläche von 81,2 km². 
Die Town of Sun Prairie liegt im nordöstlichen Zentrum des Dane County und grenzt an folgende Nachbartowns und selbständige Gemeinden: 
| City of Sun Prairie           | Town of Bristol                                | Town of York      |
| Town of Burke City of Madison | Kompassrose, die auf Nachbargemeinden zeigt    | Town of Medina    |
| Town of Blooming Grove        | Village of Cottage Grove Town of Cottage Grove | Town of Deerfield |

## Verkehr
Die Interstate 94 begrenzt das Gebiet Town of Sun Prairie nach Süden; durch den Norden der Town verläuft in West-Ost-Richtung der Wisconsin State Highway 19. Daneben verlaufen die County Highways N und T durch die Town. Alle weiteren Straßen sind untergeordnete Landstraßen oder teils unbefestigte Fahrwege.
Durch den Norden der Town of Sun Prairie verläuft in West-Ost-Richtung eine Eisenbahnstrecke der Wisconsin and Southern Railroad, einer regionalen (Class II) Frachtverkehrsgesellschaft. Der einzige Personenzug der Region ist der von Chicago zur Westküste verkehrende Empire Builder von Amtrak, der in Madison hält.
Der nächste Flughafen ist der Dane County Regional Airport in Madison (15 km westlich).

## Bevölkerung
Nach der Volkszählung im Jahr 2010 lebten in der Town of Sun Prairie 2326 Menschen in 826 Haushalten. Die Bevölkerungsdichte betrug 28,6 Einwohner pro Quadratkilometer. In den 826 Haushalten lebten statistisch je 2,81 Personen. 
Ethnisch betrachtet setzte sich die Bevölkerung zusammen aus 90,5 Prozent Weißen, 2,1 Prozent Afroamerikanern, 0,4 Prozent amerikanischen Ureinwohnern, 4,2 Prozent Asiaten sowie 2,1 Prozent aus anderen ethnischen Gruppen; 0,7 Prozent stammten von zwei oder mehr Ethnien ab. Unabhängig von der ethnischen Zugehörigkeit waren 4,3 Prozent der Bevölkerung spanischer oder lateinamerikanischer Abstammung. 
26,8 Prozent der Bevölkerung waren unter 18 Jahre alt, 62,9 Prozent waren zwischen 18 und 64 und 10,3 Prozent waren 65 Jahre oder älter. 48,5 Prozent der Bevölkerung war weiblich.
Das mittlere jährliche Einkommen eines Haushalts lag bei 69.375 USD. Das Pro-Kopf-Einkommen betrug 30.503 USD. 11,7 Prozent der Einwohner lebten unterhalb der Armutsgrenze.

## Ortschaften in der Town of Sun Prairie
Neben Streubesiedlung existieren in der Town of Sun Prairie noch folgende gemeindefreie Siedlungen:
- Pierceville
- Schey Acres